# ショウボート (ミュージカル)
『ショウボート（ショー・ボート）』（Show Boat）は、1927年3月15日に初演されたブロードウェイミュージカルのタイトル。
原作は、アメリカ合衆国の女性作家エドナ・ファーバーの同名の小説『ショウ・ボート』。作曲ジェローム・カーン、作詞・脚本オスカー・ハマースタイン2世。リアリティあふれる登場人物が物語の展開を設定に即して歌う「ブック・ミュージカル」（book musicals）の第1号とされ、人種問題にも触れた初のミュージカルでもある。黒人荷役のジョーの「オールマン・リバー」、ゲイロードとマグノリアのデュエット「メイク・ビリーブ」、ジュリーを中心に歌われる黒人霊歌のような「あの人を愛さずにはいられない」などが有名な曲である。
1927年の初演以来、ブロードウェイではたびたび再演されている。

## ストーリー
1880年代のアメリカの南部・ミシシッピー川。芸人たちの夢を乗せたショウボートは夜毎、港町で絢爛豪華なショーを繰り広げていた。船長の純情な娘、マグノリアは流れ者の賭博師ゲイロードと恋に落ち、周囲の者に心配されながらも結婚する。しかし、ゲイロードの借金は増え、結婚生活は長く続かなかった。ほどなくゲイロードはマグノリアと幼い娘の許を去る。生活が苦しくなったマグノリアはミュージックホールで歌手となり、父親のアンディ船長と再会を果たす。

## 日本初演

### 宝塚
日本では宝塚雪組が1986年1月2日に初演され、その後も再演されている。
- 会場 -  宝塚バウホール
- 脚本･演出 - 酒井澄夫
- キャスト（初演）
  - 平みち／ゲイロード
  - 神奈美帆／マグノリア
  - 北斗ひかる／ジュリー
  - 一路万輝／フランク

### オーバードホール
『ショウ・ボート』として2015年3月12日から15日まで富山市オーバードホールでも初演。
- （2015年3月12日）～15日(日)＜全6回公演＞
- 会場 - オーバード・ホール
- キャスト
  - 土居裕子／マグノリア
  - 岡幸二郎／ゲイロード
  - 剣幸／ジュリー
  - 浜畑賢吉／アンディ船長
  - 本間憲一／フランク
  - 北村岳子／エリー
  - 麻尋えりか／キム
  - 本間憲一／フランク
- スタッフ
  - 演奏 - ミュージカルオーケストラTOYAMA　(※富山出身・在住・在学経験者で構成)
  - 演出・振付：ロジャー・カステヤーノ
  - 翻訳・訳詞：高橋知伽江
  - 音楽監督 ：八幡茂
  - 歌唱指導 ：小林仁
  - 舞台美術 ：土屋茂昭
  - 衣 裳  ：井上サチ子
  - ヘアメイク：宮内宏明
  - 照 明  ：渡部良一
  - 音 響  ：曽根朗
  - 技術監督 ：毎熊文崇
  - 舞台監督 ：飯田貴幸
  - 芸術監督 ：奈木隆
  - 企画・制作：(公財)富山市民文化事業団

## 関連書
- 中島薫監修『ミュージカル鑑賞入門』（世界文化社 2013年）